# 루미너스 프로덕션
루미너스 프로덕션(Luminous Productions) 또는 루미너스 프로덕션 주식회사(株式会社ルミナス・プロダクション)는 일본의 비디오 게임 개발 스튜디오이자 스퀘어 에닉스의 자회사였다. 원래 비즈니스 디비전 2로 알려졌던 루미너스 프로덕션은 파이널 판타지 XV의 개발팀이었으며, 2020년 스퀘어 에닉스가 개발 부서를 통합하기 전 당시 스퀘어 에닉스가 보유했던 12개의 비즈니스 디비전(내부 개발 및 생산 부서) 중 하나였다. 스튜디오의 현재 이름과 개발 구조는 2018년 3월 27일 외부 회사로 설립되었다.
이 회사의 목표는 스퀘어 에닉스의 독자적인 루미너스 스튜디오를 사용하여 전 세계 시청자를 위한 AAA 비디오 게임을 만드는 것이었다.
2023년 2월 28일, 스퀘어 에닉스 홀딩스는 2023년 5월 1일 루미너스 프로덕션이 스퀘어 에닉스 주식회사와 내부적으로 재편 및 합병될 것이라고 발표했다. 이는 두 회사의 합병이 "그룹의 HD 게임 개발 능력을 향상시킬 것"이라고 언급했다.
2023년 6월, CEDEC 어워즈에서 루미너스 프로덕션이 스퀘어 에닉스의 드래곤 퀘스트, 니어, 브레이블리 디폴트: 플라잉 페어리, 옥토패스 트래블러 프랜차이즈 개발 및 제작을 담당하는 부서인 크리에이티브 비즈니스 유닛 II로 등재된 것이 확인되었고, 이는 스튜디오가 이 특정 부서 아래로 합병되었음을 보여준다.

## 역사

### 형성
루미너스 프로덕션은 원래 파이널 판타지 XV에서 일하던 직원들로 구성되었다. 기존 스튜디오에서 새로운 내부 스튜디오를 구성하는 것은 전 세계적으로 흔하지만, 일본에서는 드물다. 스튜디오가 파이널 판타지 XV에서 일하던 많은 인력을 흡수했기 때문에, 루미너스 프로덕션은 새로운 프로젝트와 함께 그 게임 개발을 도왔다. 파이널 판타지 XV를 만든 내부 개발 부서인 비즈니스 디비전 2에서 너무 많은 인력이 빠져나가 스퀘어 에닉스는 해당 부서가 사실상 "더 이상 존재하지 않는다"고 밝혔다.

### 중점
초기 목표는 비디오 게임과 "다른 엔터테인먼트 콘텐츠"를 제작하는 것이었으나, 그 해 말 스튜디오는 게임 제작에만 집중하게 되었고, 이로 인해 2018년 9월 30일 마감된 반기 동안 3300만 달러의 손실을 기록했다. 새로운 스튜디오의 리더이자 파이널 판타지 XV 감독인 타바타 하지메는 비슷한 시기에 루미너스 프로덕션과 스퀘어 에닉스를 떠났고, 파이널 판타지 XV의 예정된 미래 콘텐츠도 취소되었다. 스퀘어 에닉스 사장 마츠다 요스케는 스튜디오가 "첨단 기술과 예술의 융합"이 될 것이라고 설명했다.
자원은 당시 미발표였던 포스포큰(초기 명칭 Project Athia)으로 이동했으며, 스튜디오는 계속해서 루미너스 스튜디오를 사용했다. 게임의 주인공, 알프레 "프레이" 홀랜드(엘라 벌린스카)는 마법의 힘을 사용하여 판타지 세계에서 살아남는 젊은 여성이다. 다케시 아라마키 감독에 따르면, 게임 플레이는 지형 이동 속도와 유동성에 중점을 둔다. 스퀘어 에닉스는 또한 이 게임을 "서사 중심의 모험"이라고 묘사했다. 이 게임은 2023년에 마이크로소프트 윈도우 및 플레이스테이션 5로 출시되었다.

### 연구 및 개발
2018년에는 새로운 게임 출시 준비가 이루어졌고, 2019년에 적극적인 개발이 시작되었다. 2019년 9월, 팀은 웹사이트에 백 스테이지라는 비디오를 공개하여 그들이 광선 추적의 고급 형태인 경로 추적으로 작업하고 있음을 보여주었다. 엔진 개발 및 R&D를 포함한 여러 프로젝트가 진행 중이다. 프로젝트 수로 보면, 엔진 개발 및 R&D를 포함하여 여러 생산 라인이 가동 중이다. 130명의 직원 중 약 20명은 일본인이 아니며, 스튜디오는 글로벌 운영을 위해 사내 통역사를 고용하고 있다. 스튜디오의 기술적 중점은 인게임 개발 팀과 3D 시네마틱 팀이 별도로 작업하는 것이 아니라, 완전히 시네마틱 모드에서 제작되는 게임을 만드는 것이다.

## 비디오 게임
| 연도 | 제목             | 플랫폼                                            | Ref.   |
| ---- | ---------------- | ------------------------------------------------- | ------ |
| 2016 | 파이널 판타지 XV | 플레이스테이션 4, 엑스박스 원, 윈도우, 스테이디어 | [ 17 ] |
| 2023 | 포스포큰         | 플레이스테이션 5, 윈도우                          | [ 16 ] |